# Ludwig Fiedler
Ludwig Fiedler (auch: Fidlerus; * 6. Oktober 1606 in Arnstadt; † 6. April 1674 in Halberstadt) war ein deutscher evangelischer Theologe.

## Leben
Fiedler wurde als Sohn des Ratsherrn Hans Fiedler († 6. Oktober 1626 in Arnstadt) und dessen Frau Catharina, der Tochter des Ratsherrn in Arnstadt Heinrich Tatian und dessen Frau, der Pastorentochter aus Dernheim Anna Ziegler, geboren. Er hatte die Schule seiner Heimatstadt besucht und sich anschließend als Hauslehrer betätigt. Im Wintersemester 1626 bezog er die Universität Jena, wo er nach einem Studium der Philosophie und Theologie am 3. Februar 1630 den akademischen Grad eines Magisters der Philosophie erwarb. 1630 wurde er Prorektor der Martinsschule in Braunschweig. Nach kurzer Zeit als Rektor der Katharinenschule in Braunschweig wurde er 1632 Prediger in Vallstedt und 1649 Prediger an der St. Martinikirche in Halberstadt. Hier stieg er 1654 zum Oberpfarrer auf und wurde 1656 zum Assessor am Konsistorium in Halberstadt berufen.

## Familie
Er hatte am 22. April 1634 in Celle Gertrud, die Tochter des Weinfaktors Arnold Wißmar, geheiratet. Aus der Ehe stammen sechs Töchter, wovon drei Töchter bereits jung starben. Zwei Töchter überlebten den Vater. Die Tochter Maria (* 5. Mai 1628 Braunschweig) verheiratete sich mit dem Oberpfarrer in Aschersleben Johannes Knopff. Anna Sophia verheiratete sich mit dem Bürgermeister in Halberstadt Johannes Drude. Seine zweite Ehe schloss er am 22. Januar 1667 mit Katharina Künderding, der Witwe des Großkämmers in Halberstadt Henning Schraube. Die Ehe blieb kinderlos.